# Le Dernier Cri
Le Dernier Cri ist ein französisches Künstler-Kollektiv mit Sitz in Marseille.

## Geschichte
Le Dernier Cri wurde im Jahre 1992 durch die Künstler Pakito Bolino und Caroline Sury gegründet. Der Verlag befasst sich mit Veröffentlichungen im Siebdruckverfahren und hier besonders mit Comics. Bisher wurden mehr als 300 Titel veröffentlicht. Weiter verlegt das kollektiv Filme sowie Zeitschriften und veranstaltet Ausstellungen, so zum Beispiel 2013 den Ausstellungszirkel Le Mauvais Oeil in seinem Atelier in der Marseiller Rue Jobin. Titel der Ausstellungen waren Sexbolisme mit Werken der Japaner Daisuke Ichiba und Keichi Ota oder L’Armée noire et Tarots und den Künstlern Charles Pennequin, Quentin F. Aucompré, Olivier Texier, Marc Caro und dem Niederländer Marcel Ruijters.

## Vertretene Künstler (Auswahl)
- Blexbolex
- Moolinex
- Nuvish
- Jonathon Rosen
- Rémi (Verbaeken)
- Francis Masse
- Reinhard Scheibner
- Les frères Guedin